# Gregor Renard

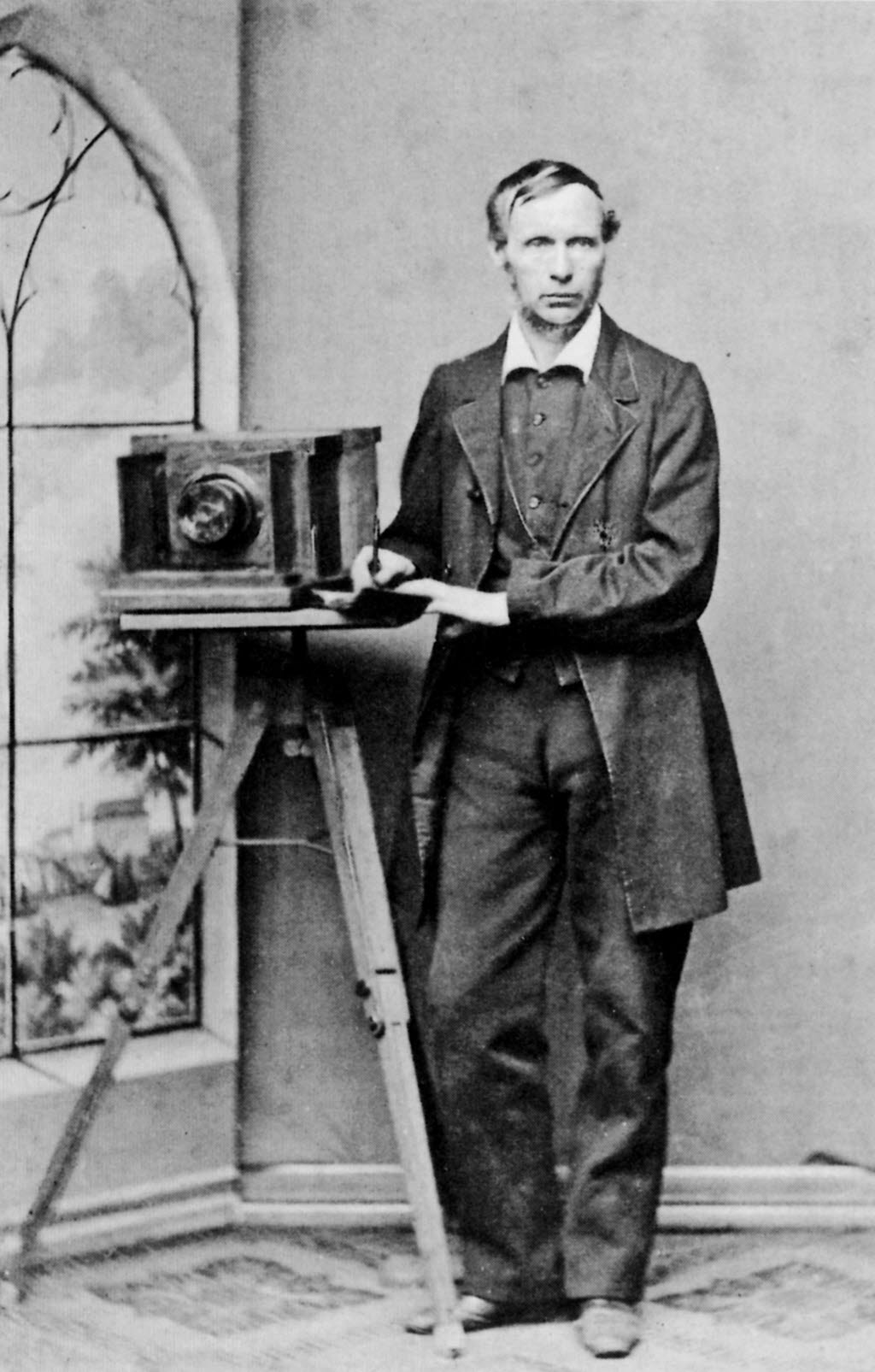
Selbstporträt Gregor Renard

Gregor Renard (* 21. November 1814 auf Gut Knoop; † 6. April 1885 in Kiel) war ein deutscher Fotograf, Silhouetteur und Maler.

## Leben und Wirken

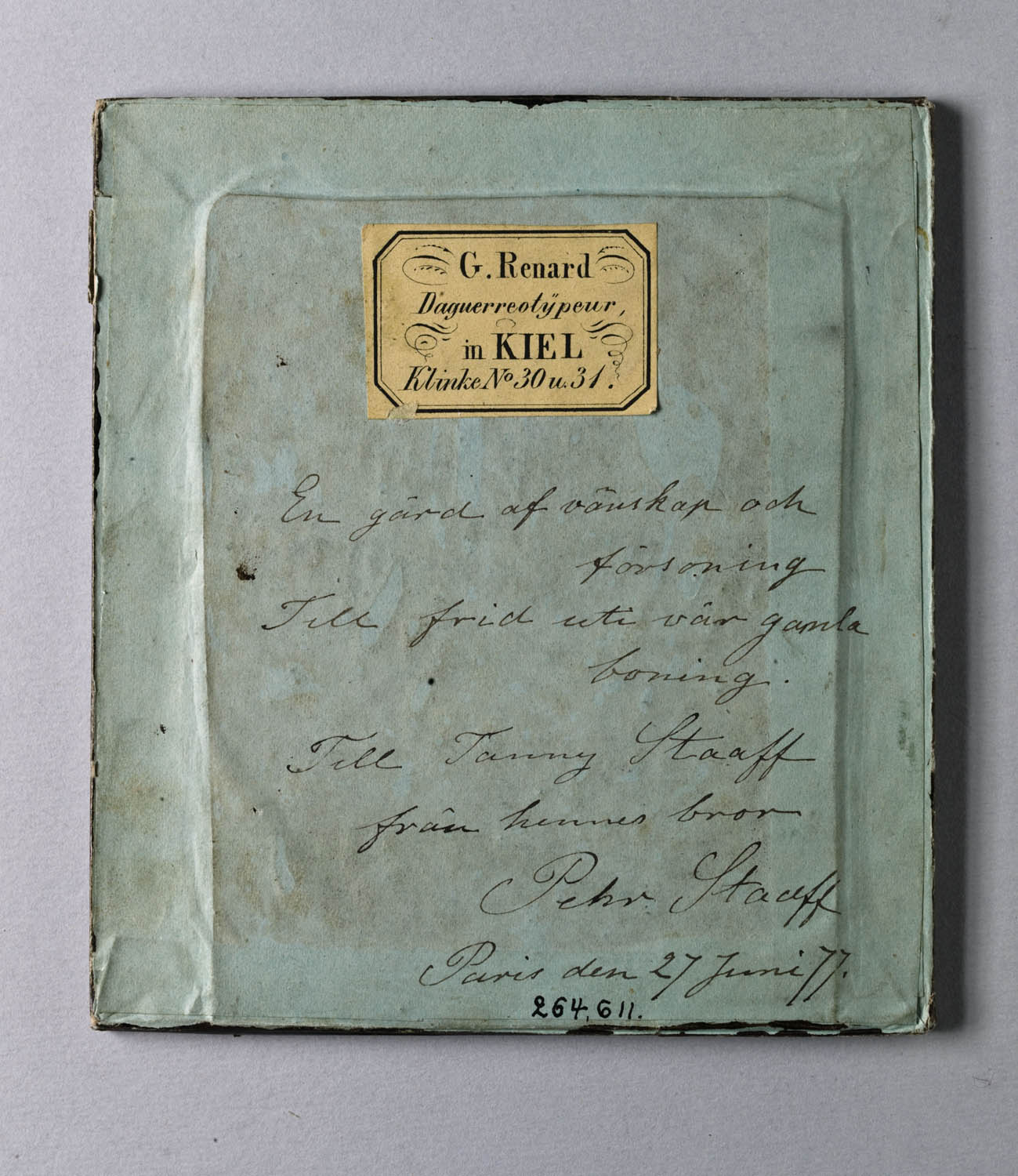
Etikett auf Foto von Gregor Renard

Gregor Renard war ein Sohn des Schriftstellers Johannes Ludwig Renard (1775–1859) und dessen Ehefrau Catharina Margrethe, geborene Thießen. Er ging um 1840 nach Kopenhagen, wo er bei Bertel Thorvaldsen zum Bildhauer ausgebildet werden wollte. Thorvaldsen wies ihn auf die Daguerreotypie hin und riet ihm vom Bildhauen ab. Seit Anfang der 1840er Jahre arbeitete Renard in der dänischen Hauptstadt als Silhouetteur. Außerdem malte er Porträts, Porzellan und kunstvolle Bilder. Ab spätestens 1843 erstellte er auch Daguerreotypen. In den Sommermonaten verließ er Kopenhagen und erarbeitete an anderen Orten Porträts. Bekannt sind Werke aus Helsingør (1843) und Roskilde (1844). 1843 war eines seiner in Porzellanmalerei erstellten Porträts in der Ausstellung Charlottenborg zu sehen.
Anfang 1847 eröffnete Renard am Wall in Kiel ein Atelier für Daguerreotypie und konzentrierte sich ganz auf die Frühform der Fotografie. Er spezialisierte sich auf Miniaturporträts und Silhouetten und etablierte die neue Technik, die vor Ort bis dahin nahezu unbekannt war, in Kiel. Renard griff den technischen Fortschritt auf und verwendete ab ungefähr 1855 das Negativ-Verfahren. Ab 1860 bot er mit einer „permanenten Stereos-Ausstellung in einem eigends dazu erbauten Pavillon, Klinke 335a“ einen Vorläufer des Kinos an.

## Familie
Am 9. September 1843 heiratete Renard in Kopenhagen die Dänin Christiane Henriette Johanna Søfverborg (1823–1904). Das Ehepaar hatte sechs Töchter und drei Söhne. Alle Söhne arbeiteten später als Fotografen, so auch Otto Renard, der Hoffotograf des Zaren in Moskau wurde und später Ateliers in Düsseldorf, Aachen und Meran eröffnete. Das Kieler Fotoatelier wurde nach dem Tod Gregor Renards über mehrere Generationen fortgeführt.